# Die Zerstörung der CDU
Die Zerstörung der CDU ist ein politisches Webvideo, das am 18. Mai 2019 im Vorfeld der Europawahl 2019 vom deutschen Webvideoproduzenten Rezo auf der Plattform YouTube veröffentlicht wurde. Das Video hat eine Länge von knapp 55 Minuten und besitzt ein 13-seitiges Quellenverzeichnis. Hierin kritisiert er die damaligen deutschen Regierungsparteien CDU, CSU und SPD sowie die AfD und die FDP. Besonders den Unionsparteien wirft er vor, „zur immer weiter auseinanderklaffenden Schere zwischen Arm und Reich in Deutschland beizutragen, den Klimawandel mit voranzutreiben und die USA unhinterfragt in ihren kriegerischen Auseinandersetzungen zu unterstützen“. Zudem äußert er sich zu den Themenfeldern Bildung, Urheberrecht und Drogenpolitik. Am Ende des Videos spricht er eine indirekte Wahlempfehlung für Bündnis 90/Die Grünen und Die Linke aus. Seine Videografik zeigt zudem Volt, DiEM25 und ÖkoLinX als weitere Wahloptionen.
Das Video, das innerhalb weniger Tage millionenfach abgerufen wurde, zog internationales Medieninteresse auf sich und war Teil der gesellschaftlichen Debatte. Es war das am meisten aufgerufene YouTube-Video im Jahr 2019 in Deutschland.
Am 24. Mai 2019 veröffentlichte Rezo ein weiteres Video mit dem Titel Ein Statement von 70+ YouTubern (später: Ein Statement von 90+ Youtubern), in dem diese ihre Unterstützung für Rezos Anliegen bekunden.
Bis zum Tag der Europawahl in Deutschland am 26. Mai 2019 verzeichnete das Video mehr als 10 Millionen Abrufe. Mit Blick auf die Verluste von SPD und CDU und den Erfolg der Grünen am Wahlsonntag sprach das ZDF von einem „Rezo-Effekt“. Auch nach der Wahl blieb das öffentliche Interesse an dem Video hoch, das vier Tage später die Marke von 14 Millionen Abrufen erreichte.
Der Umgang der CDU-Führung mit dem Beitrag wurde als „zögerlich“ und „arrogant“ beanstandet. Zudem brachte die damalige CDU-Vorsitzende Annegret Kramp-Karrenbauer Regeln für Meinungsmache im Internet in Wahlkampfzeiten ins Gespräch und wurde dafür heftig kritisiert.
Im Vorfeld der Erstausstrahlung des Videos, am 13. Februar 2019, schrieb Rezo auf Twitter: „Warum hat eigentlich noch keiner ein ordentliches Zerstörungsvideo gegen die CDU gemacht?… So 41 Minuten lang oder so.“. Die 41 Minuten beziehen sich auf die Dauer des im selben Stil gedrehten und musikalisch ähnlichen kritischen Videos von Rezo über 2Bough aus Januar 2019. Dies war der erste Hinweis auf das spätere CDU-Video.

## Aufbau
Rezo sagt in der Einleitung des Videos: „Das wird diesmal wirklich ’n Zerstörungsvideo. Nicht, weil ich aktiv versuche, jemanden zu zerstören, sondern weil die Fakten und Tatsachen einfach dafür sprechen, dass die CDU sich selbst, ihren Ruf, und ihr Wahlergebnis damit selbst zerstört.“ Im Netzjargon drückt zerstören aus, „jemand mit Argumenten auseinanderzunehmen“ oder „argumentativ plattzumachen“. Das Video ist weiter in drei Themenblöcke gegliedert:
Im ersten Teil spricht Rezo die Themen Armut und Bildung an. Er wirft den Unionsparteien vor, nicht genug zu investieren, damit auch ärmere Kinder die Möglichkeit zum sozialen Aufstieg hätten.
Im Mittelteil spricht er über den Klimawandel und verweist dabei wiederholt auf Studien und Einschätzungen von Wissenschaftlern. Hier kritisiert er die Energiepolitik der Regierung und fordert die Umsetzung der von Wissenschaftlern empfohlenen Maßnahmen gegen den Klimawandel einhergehend mit der Umorientierung auf erneuerbare Energien. „[…] Ja das Ding ist: Machen sie nicht!“, kommentiert Rezo.
Im dritten Teil wirft er der Bundesregierung vor, die USA bei ihrem Einsatz von Drohnen im Nahen Osten unkritisch zu unterstützen, die in Deutschland über die Ramstein Air Base die Planung und Steuerung von völkerrechtlich umstrittenen Kampfdrohnen-Einsätzen im Krieg gegen den Terrorismus bei Drohnenangriffen in Pakistan oder anderen Einsätzen in Afghanistan, Somalia, Jemen und im Irak koordinieren würden.

## Hintergrund und Produktion
Rezo betrieb bereits vor der Veröffentlichung von Die Zerstörung der CDU seit einigen Jahren die beiden YouTube-Kanäle „rezo“ und „Rezo ja lol ey“, von denen der Hauptkanal mehr als 1,5 Millionen Abonnenten zählte. Die darüber veröffentlichten Inhalte dienen hauptsächlich der Unterhaltung, richten sich an ein junges Publikum und umfassen größtenteils Musik- und Comedy-Videos, in denen teilweise auch andere bekannte YouTuber auftreten. Nach eigenen Angaben besteht die Zuschauerschaft beinahe zur Hälfte aus 18- bis 24-Jährigen; 11 Prozent seien minderjährig und der Rest über 24 Jahre alt. Als Influencer wird Rezo von der Tube One Networks GmbH in Köln vermarktet, die als Teil des Marketing-Konzerns Ströer Werbedienste von YouTubern in Verbindung mit klassischen Websites anbietet. Die Frankfurter Allgemeine Zeitung und die Frankfurter Allgemeine Sonntagszeitung sahen die Veröffentlichung seines politischen Videos als „lohnende Investition in seine Marke“,
bei der Rezo das „unternehmerische Risiko“ für die Kosten der Videoproduktion mit seiner gestiegenen Bekanntheit abgewogen habe.
Rezo wies diese Darstellung zurück; er produziere Videos nicht, um Geld zu verdienen, sondern weil er „Bock darauf habe“. Er habe mit seinem Publikum etwas teilen wollen, das ihn schon seit langer Zeit beschäftige und das ihm „intrinsisch wichtig“ sei. Daher habe er sich bewusst gegen eine Monetarisierung des Videos entschieden, um die darin enthaltene Botschaft nicht mit „nervigen Werbeclips“ zu unterbrechen und den Vorwurf des Handelns aus wirtschaftlichen Interessen zu entkräften. Er habe vielmehr den Drang verspürt, sich in Themen einzuarbeiten, Aufklärung zu betreiben und „einen Diskurs […] unabhängig vom politischen Background“ anzuregen. Rezo versicherte, dass keine Unternehmen, Institutionen oder Parteien an der Konzeption oder Produktion des Videos beteiligt wären. Die Idee zu dem Video stamme von ihm selbst, und er sei bei der Quellenrecherche lediglich von seinem Produktionsleiter und Filmeditor Tim Jacken alias TJ unterstützt worden. Kleinere Beiträge wie Rückmeldungen und Fragen zu Quellen seien von Bekannten, Freunden, der Familie und einer weiteren Mitarbeiterin geleistet worden. Dies sei vor allem deshalb notwendig geworden, weil die Autoren durch die wochenlange Arbeit an dem Projekt stellenweise den Blick für Fehler verloren hätten. Rezo gab an, zusammen mit TJ hunderte von Stunden in die Produktion des Videos investiert und in den zwei Wochen vor dessen Veröffentlichung „quasi durchgearbeitet“ zu haben.
Den Zeitpunkt der Videoveröffentlichung habe er bewusst gewählt, da er wegen der bevorstehenden Europawahl ein höheres Politikinteresse in der Bevölkerung erwartet habe. Rezo beschrieb seinen Vortrag als einen „klaren politischen Standpunkt – vor allem gegen rechtere Parteien“. Seine Wahlempfehlung gegen CDU, SPD und AfD sei ein Resultat der unzureichenden Klimapolitik dieser Parteien und würde auf wissenschaftlichen und bequellten Erkenntnissen basieren. Rezo mahnte insbesondere die CDU und SPD, ihrem Anspruch als Volkspartei nur dann gerecht werden zu können, wenn sie sich stärker für die Belange der jüngeren Generation einsetzten, was bisher zugunsten der Vertretung einer älteren Wählerschicht vernachlässigt worden sei. Zudem ermutigte er die Parteien Bündnis 90/Die Grünen und Die Linke zu einer noch intensiveren Umweltschutzpolitik.

## Rezeption

### Politik
Der Generalsekretär der CDU, Paul Ziemiak, bezeichnete Rezos Aussagen in einer ersten Stellungnahme als „Vermischung von ganz vielen Pseudofakten“. Der YouTuber habe „von seinem Recht auf freie Meinungsäußerung Gebrauch“ gemacht. Journalismus sei das aber nicht. Die CDU-Vorsitzende Annegret Kramp-Karrenbauer äußerte in ihrer ersten Stellungnahme zum Video: „Ich habe mich gefragt, warum wir nicht eigentlich auch noch verantwortlich sind für die sieben Plagen, die es damals in Ägypten gab.“ Dadurch löste die bekennende Katholikin wegen ihrer mangelnden Bibelkenntnis einen Shitstorm aus, weil sie die Sieben Plagen der Endzeit mit den Zehn Plagen der Ägypter verwechselt hatte. Am 23. Mai 2019 folgte eine offizielle Reaktion der CDU. Dazu wurde ein Offener Brief auf der Internetseite mit zugehöriger PDF-Datei und inhaltlicher Auseinandersetzung mit der Kritik veröffentlicht.
Ursprünglich sollte ein von dem Bundestagsabgeordneten Philipp Amthor aufgenommenes Video als Antwort der CDU auf Rezos Veröffentlichung dienen, dessen Veröffentlichung der Bundesvorstand der Partei aber nicht zustimmte. Das Video Amthors begann angeblich mit den Worten „Hey Rezo, du alter Zerstörer“, wie dieser in der Talkshow Markus Lanz verriet. Laut dem Buch Machtverfall (2021) des Journalisten Robin Alexander wurde das Video in einem improvisierten Studio im Konrad-Adenauer-Haus aufgenommen. Amthor sitzt darin vor einer Kreidetafel, auf der mathematische Gleichungen und chemische Formeln stehen. Es wird der Duden-Eintrag zum Wort „Propaganda“ eingeblendet. Amthor belegt die angeblich rundum positive Entwicklung während Angela Merkels Amtszeit anhand von zahlreichen Statistiken, unter anderem zu den Themen CO2-Emissionen und Jugendarbeitslosigkeit. Da die Parteivorsitzende Annegret Kramp-Karrenbauer der Veröffentlichung nicht zustimmte, sei das Video unter Verschluss gehalten worden. Paul Ziemiak wandte sich am selben Tag in sieben persönlichen Tweets an Rezo, in denen er eine persönliche Einladung zum inhaltlichen Austausch vorbrachte.
Rezo beantwortete die Einladung am 29. Mai auf Twitter. Er wolle „kein Hauptbeteiligter in einer Diskussion sein“, da er ein Problem mit Stottern habe. Eine Unterhaltung mit ihm sei ohnehin nicht seine Absicht gewesen, er habe in dem Video lediglich „wissenschaftliche Erkenntnisse und Konsens“ vorgebracht, die nicht neu seien. Daher fände er „es nicht so wichtig, dass mit mir gesprochen wird, sondern über dieses Thema“. Es läge an den Parteien sich zu entscheiden, ob sie Bedarf für einen drastischen Kurswechsel sähen oder nicht. Dabei könne er jedoch „überhaupt nicht helfen“. Ansonsten zeigte sich Rezo enttäuscht über die ersten Reaktionen der CDU. „Selbst wenn ein Unterdreißigjähriger sich auf Wissenschaftler und Experten beruft, antwortet die CDU mit Lügen und geht inhaltlich gar nicht auf Argumente ein“, teilte er der Frankfurter Allgemeinen Woche mit.
Die Vorsitzende der Partei Die Linke, Katja Kipping, sagte, die CDU-Spitze reagiere „selbstgefällig bis arrogant“. Der Grünen-Spitzenkandidat für die Europawahl, Sven Giegold, warf der CDU vor, sich nicht „mit den gut belegten Argumenten inhaltlich auseinanderzusetzen.“ Am 22. Mai 2019 veröffentlichte der SPD-EU-Abgeordnete Tiemo Wölken als erster Politiker eine Videoantwort auf Rezos Vortrag. Darin verteidigt er insbesondere die Umwelt- und Klimapolitik der Sozialdemokraten. Am 24. Mai 2019 reagierte die SPD mit einem gemeinsamen Video von Generalsekretär Lars Klingbeil, Juso-Vorsitzendem Kevin Kühnert und Tiemo Wölken.
Am Tag nach der Europawahl regte Kramp-Karrenbauer an, „Meinungsmache“ im Internet vor Wahlen zu regulieren. Sie verglich das am 24. Mai veröffentlichte Video der 90+ Youtuber (anfangs 70) mit 70 Zeitungsredaktionen, die zwei Tage vor der Wahl den gemeinsamen Aufruf „Wählt bitte nicht CDU und SPD“ starten würden. Dieser Vorschlag wurde von den Oppositionsparteien aber auch aus Teilen der Union als Angriff auf die Meinungsfreiheit bzw. Zensur zurückgewiesen.
Rund einen Monat nach der Veröffentlichung des Videos gestand die damalige Bundeskanzlerin Angela Merkel ein, dass der Umgang ihrer Partei mit dem Video „zu abwehrend“ gewesen sei.

### Medien
Rezos Darstellung wurde von Spiegel Online als „Mischung aus Analyse und Polemik“ bezeichnet. Zeit Campus führte aus, seine „Kritik [sei] überspitzt, wütend und unfair. Zum Glück.“ Stern.de sah in dem Beitrag „im Grunde ein Lehrstück erfolgreicher politischer Kommunikation mit jungen Menschen in der heutigen Zeit“. Markus Beckedahl von netzpolitik.org nannte den Vortrag eines „der besten Politik-Videos bei YouTube“. Rezo mische „seine Wut mit politischer Argumentation. Es mag einseitig sein, aber es ist ein Standpunkt“. Der Medien- und Kommunikationswissenschaftler Hektor Haarkötter bezeichnete Blogger und YouTuber als „ernsthafte Faktoren“ im politischen Diskurs. Es zeige, „dass die sogenannte Jugend von heute alles andere als depolitisiert ist“. Fridtjof Küchemann von der Frankfurter Allgemeinen Zeitung meinte: „Wir sollten ihm [Rezo] dankbar sein. […] Die Tür zu den Jugendzimmern [steht] jetzt offen – offen für eine politische Auseinandersetzung.“ Der Redakteur des Blattes, Jasper von Altenbockum, bezeichnete das Video jedoch als „linkspopulistisches Machwerk“ und sah es für jeden „politisch denkenden Zeitgenossen“ als „niederschmetternd“ an, wenn nicht die „bessere Urteilskraft, sondern die skrupellose Kampagnenfähigkeit im Zeitalter digitaler Öffentlichkeit […] rechts wie links“ die Oberhand gewönne. Laut Bildblog würde Altenbockum – wie auch die CDU – allerdings mit „falschen Fakten“ widersprechen. Der Festspielintendant Thomas Oberender schrieb im Tagesspiegel: „Über weite Teile, nein, als Ganzes wirkt dieses Video wie ein Manifest der Klarheit. Es geht um Ehrlichkeit und Respekt.“
Mehrere Medien veröffentlichten exemplarische Faktenchecks. Eine detailliertere Analyse von Spiegel Online bescheinigte Rezo im „Großen und Ganzen“ ein „zutreffendes Bild der Ungleichheit und ihrer Entwicklung“ gezeichnet zu haben, bemängelte aber die „Auswahl und Präsentation der Daten“, „Schönheitsfehler“ in ihrer Darstellung sowie eine teilweise veraltete Datenbasis. Eine „wirklich ärgerliche Manipulation“ sei die in der Armutsstatistik fehlende Berücksichtigung der Fluchtmigration. Andreas Herrler vom ARD-Hauptstadtstudio kam zu dem Fazit, dass Rezo trotz Zuspitzungen, Weglassungen und Missinterpretationen „in ganz vielen Punkten Recht“ habe und besser sei „als mancher langatmige Kommentar und spannender als die meisten Polit-Talkrunden“.
Nach der Europawahl wurde das Video in Talkshows wie Anne Will, hart aber fair, Maischberger, Maybrit Illner, Markus Lanz oder Augstein und Blome thematisiert.
Das Ereignis fand auch in der internationalen Presse Beachtung.

### Wissenschaft
Der Klimaforscher Stefan Rahmstorf führte einen Faktencheck des Klimateils im Video durch und kam zu dem Ergebnis, dass fast alle Kernaussagen Rezos korrekt seien. Ähnlich fiel auch der Faktencheck von Mai Thi Nguyen-Kim in ihrem Video auf maiLab aus, in dem sie die Hauptaussagen zum Klima gemeinsam mit dem in Rezos Video zitierten Eckart von Hirschhausen untersuchte. Als nicht korrekt stuften beide die Darlegung der Abwärtsspirale beim Überschreiten des 1,5-°C-Ziels ein.
Der Energieforscher Volker Quaschning unterzog die Entgegnung der CDU einem Faktencheck und hielt fest, er habe „keine belastbaren Aussagen der CDU gefunden, welche die Inhalte in Bezug auf Klimaschutz des Videos von Rezo substanziell widerlegen“ würden.
Der Physiker und Präsident der Technischen Universität Berlin, Christian Thomsen, attestierte Rezo, er könne „sauberer zitieren als so manche Bundesminister oder Landespolitiker“ und warf der Politik vor, sie ignoriere „die vielfache wissenschaftliche Erkenntnis, dass der Klimawandel nur zu bewältigen ist, wenn jetzt gehandelt wird“. Genau dies sei die Forderung von Rezo.
Die Kommunikationswissenschaftlerin Andrea Römmele bemerkte, dass die Gesprächseinladung der CDU zwar löblich, aber letztlich zum Scheitern verurteilt sei: „So die CDU nicht ihr gewohntes Terrain verlässt und ebenfalls mit einem Video antwortet, kann sie nicht von einem Blogger verlangen, dass er zum Gespräch ins Konrad-Adenauer-Haus kommt.“ Dort träfe Rezo auf Politiker, die ihm wiederum auf ihrem Terrain kommunikativ und rhetorisch überlegen seien. Zwei unterschiedliche Kommunikationsmodi würden hier aufeinandertreffen, die nicht miteinander kompatibel seien, was kein Dialog auf Augenhöhe sei.

### Andere Bereiche der Gesellschaft
Der römisch-katholische Jugendbischof Stefan Oster sah das Ereignis „auch als Herausforderung für [die] Kirche“. Das Video habe „einen Nerv getroffen“ und sei
„handwerklich klasse, rhetorisch brillant, den Zuschauer mitnehmend“.
Über rechte Blogs wurde das Gerücht verbreitet, das Video sei von Bündnis 90/Die Grünen als bezahlte politische Kampagne in Auftrag gegeben worden; für die Anschuldigungen liegen keine Belege vor.

## Folgevideos
Am 24. Mai 2019 veröffentlichte Rezo das Video Ein Statement von 70+ YouTubern (später […] 90+ […]), darunter LeFloid, Julien Bam, Dagi Bee und Katja Krasavice, in dem diese dazu auffordern, gegen die klimafeindliche Politik der aktuellen Regierung zu stimmen und bei den folgenden Wahlen weder CDU/CSU, SPD noch AfD ihre Stimme zu geben. Im Video kommen über dreißig YouTuber zu Wort. Das Video endet mit den Worten „Zuletzt, liebe Politiker: Natürlich habt ihr jetzt die Möglichkeit, uns wieder zu diskreditieren. Ihr könnt uns vorwerfen, dass wir ja sowieso keinen Plan haben, wovon wir reden. Dass wir lügen. Dass wir an Fake-Kampagnen teilnehmen oder instrumentalisiert sind. Dass wir gekauft und bezahlt sind und so weiter. All diese respektlosen Techniken habt ihr bereits dieses Jahr gegen uns, gegen eure eigene Bevölkerung eingesetzt. Und wir sprechen für sehr viele Bürgerinnen und Bürger, wenn wir sagen: Ihr habt euch damit keine Freunde gemacht.“ Dieses Video wurde bis Anfang Juni 2019 mehr als 3,7 Millionen Mal aufgerufen.
Am 21. August 2021 erschien der erste Teil einer neuen Folge, in dem er primär die Verhaltensmuster von Armin Laschet, Julia Klöckner und Andreas Scheuer thematisierte. Das Video wurde auf seinem Drittkanal Renzo veröffentlicht. Am 4. September 2021 folgte der zweite Teil auf demselben Kanal, in welchem er unter anderem das Klimapaket der CDU kritisierte. Der finale Teil wurde am 18. September 2021 auf demselben Kanal veröffentlicht und beinhaltet verschiedene politische Korruptionsvorfälle.

## Auszeichnungen
In der Rubrik Bestes Web-Projekt erhielt Rezo im Jahr 2020 den Nannen Preis. Das Video erhielt den Grimme Online Award 2020 in der Kategorie Spezial. Zur Begründung hieß es: „Rezos YouTube-Video über die Widersprüche der herrschenden Politik war das herausragende Online-Ereignis des Jahres. Auf spektakuläre Weise knackte er die Wagenburg der politischen Kommunikation und ließ hunderttausende seiner Follower*innen hinein ins Zentrum der Macht. Denn mit verblüffend einfachen, aber professionellen Mitteln provozierte Rezo hilflose Reaktionen des überraschten Politikapparats, die das Video erst so richtig zum nationalen Ereignis machten.“